# Makroseismik
Die Geophysik spricht von makroseismischen Phänomenen und Beobachtungen, wenn es um seismische Wellen hoher Energie geht. Der Begriff ist nicht scharf definiert und wird meist als Gegenstück zur Mikroseismik verwendet.
Zur Makroseismik zählen demnach Erdbeben einer gewissen Stärke, wenn sich ihre Wirkung am Ort des Beobachters deutlich aus dem Spektrum sonstiger Bodenbewegungen heraushebt. Auch künstlich ausgelöste Erschütterungen zur Erforschung der Erdkruste, wie sie im Rahmen der Seismik durch Sprengungen oder Vibrationen hervorgerufen werden, gehören demnach zur Makroseismik.
Wenn hingegen im Seismogramm ein Fernbeben oder ein näheres, aber  schwaches Erdbeben nahe oder unter der Nachweisgrenze liegt, spricht man von mikroseismischen Wirkungen.
Der Terminus makroseismisch wird in der Seismologie auch für Daten oder Messreihen verwendet, wenn für eine regionale Untersuchung z. B. der Seismizität kein ausreichend dichtes Stationsnetz existiert. In diesem Fall kann aus den vorhandenen Daten, die nur stärkere Beben betreffen, auf die  Häufigkeit auch kleinerer Beben in der Region geschlossen werden. 
Siehe auch: Seismograf, Herdtiefe, Rauschen (Seismologie)